# Tau-lepton

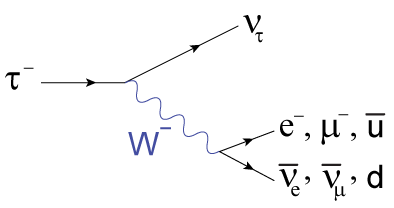
Möjliga sönderfall av tau-partikeln

Tau-leptonen, eller ibland tauonen, är en elementarpartikel, en lepton, den tyngsta släktingen till elektronen. Partikeln upptäcktes av den amerikanske fysikern Martin L. Perl som fick nobelpriset i fysik 1995 för sin upptäckt.